# Anaia (subdistrito)
Anaia (em árabe: ناحية‎‎; romaniz.: nāḥiyah; pl. em árabe: نواحي; romaniz.: nawāḥī) é um tipo de divisão administrativa composta geralmente por algumas vilas e/ou pequena cidades. No Tajiquistão, é o segundo nível de divisão administrativa, enquanto na Síria, Iraque, Jordânia e Sinquião (na China), e no antigo Império Otomano, onde era também chamada de bucaque, é o terceiro nível. Ela pode ser uma divisão de um cada, mintaca ou outros tipos de divisão desse tipo e é às vezes traduzida como "subdistrito".